# Polycitor adriaticus
Polycitor adriaticus är en sjöpungsart som först beskrevs av Richard von Drasche-Wartinberg 1883.  Polycitor adriaticus ingår i släktet Polycitor och familjen Polycitoridae. Inga underarter finns listade i Catalogue of Life.